# えぶり

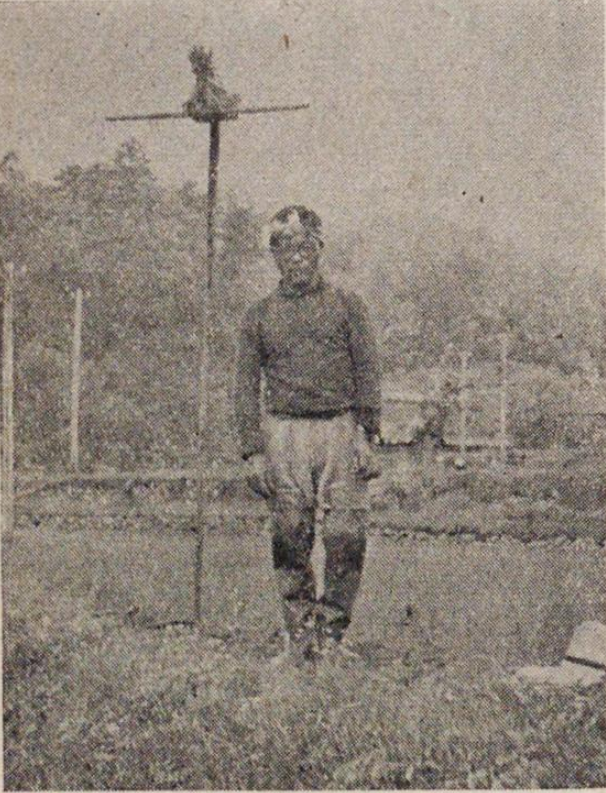
えぶりさしの様子（1956年）

えぶり（柄振、朳）は、日本の農具のひとつ。長い柄の先に横板を付けたものであり、田植え前に田面を擦り、地面をならすためにするために用いるのが一般的な用法である。この作業のことを「えぶりすり」と呼ぶ。また、穀物をかき寄せるためにも用いる。また、金属製のえぶりを炭窯から炭をかき出すために用いることがある。「えぶり」の名称は、すでに承平4年（934年）ごろ成立したとされる、十巻本『和名類聚抄』にみることができる。
また、えぶりは農村における各種の祭事にもちいられることがある。えぶりが芸能に用いられた例は、すでに『今昔物語集』二八「近江国矢馳郡司堂供養田楽語」に確認することができ、東北地方には「えんぶり」と呼ばれる正月の予祝芸能がのこる。また、広島県北西部には「えぶりさし」と呼ばれる習俗が存在し、田植えの終わりから半夏生の日までえぶりを田に立てておく。

## 習俗

### えぶりさし
芸北（広島県北西部）では、田植えが終わったあとのはんげ（半夏生）の日まではさんばい様（田の神）が田畑にいるとして、下肥を撒くことを控える。さんばい様はムナクト（田の吐水口）から帰るといわれているため、この間、田植えが最後に終わった田にえぶりを立てておく。このことを「えぶりさし」と呼ぶ。山県郡新庄村の記録によれば、さんばい様はその後麻畑に移り、七夕に天に戻るため、その間は麻畑への下肥の施肥を控えるという。

### えんぶり
東北地方、特に青森県八戸市を中心に三戸郡、岩手県北上市、九戸郡方面には、「えんぶり」と呼ばれる行事が伝わっている。特に、八戸のえんぶりは国の重要無形民俗文化財に指定されている。田植踊の一種であり、「えんぶり組」という踊り子の集団が町内を廻り、稲の耕作のさまを踊で表現する。